# ディスカバー・クイーン
『ディスカバー・クイーン』は、NHK-FM放送で2021年4月4日から2022年4月3日まで毎週日曜日（休止週あり）21:00-22:00に生放送された音楽番組である。

## 概要
2019年度「ディスカバー・マイケル」を皮切りにスタートした、洋楽の著名アーティストの楽曲を1年間かけてシリーズで紹介する一連の「ディスカバーシリーズ」の第3シリーズである。
2021年度は、クイーンの結成50周年とフレディー・マーキュリーの没後30周年に当たり、フレディーの大ファンだったという、爆風スランプのボーカリストでシンガーソングライターのサンプラザ中野くんをメインパーソナリティーに、またコメンテーターとして西脇辰弥と朝日順子を交え、クイーンの残した楽曲をフルコーラス放送しながら解説するほか、第3週には爆風スランプのギタリストを務めるパッパラー河合共々知られざるクイーンの魅力、さらに原則第4週は中野共々クイーンやフレディーのファンという著名人を交えたインタビュー、さらにはクイーンのコピーバンドによる音楽コンクールも季節ごとに4回に分けて（原則第5週）開催し、全国から180件もの参加・応募があったという。
放送終了後の2022年9月に、番組取材班編著の番組本がシンコー・ミュージックから刊行された。（ISBN 978-4-401-65248-8 ）
番組終了後も何回かクイーン楽曲の深掘り講座「もっとディスカバー・クイーン！」がNHK文化センター青山教室で開催されている。（2022年4月。NHKカルチャー 青山教室）オンライン講義も有。

## 放送履歴
1. 総論（前）
2. 総論（後）
3. よろず相談室
4. インタビュー・ROLLY
5. 戦慄の女王（前）
6. 戦慄の女王（後）
7. よろず相談室
8. インタビュー・浦沢直樹
9. 第1回コピーバンド選手権
10. QUEENII（サイドブラック）
11. QUEENII（サイドホワイト）
12. よろず相談室
13. インタビュー・中川家剛
14. シアー・ハート・アタック（A面）
15. シアー・ハート・アタック（B面）
16. よろず相談室
17. インタビュー・渡部陽一
18. オペラ座の夜（A面）
19. オペラ座の夜（B面）
20. 盆to love you馬きゅうりぃ2021夏（夏季特番・4時間スペシャル）
21. インタビュー・東儀秀樹
22. 第2回コピーバンド選手権
23. フレディー祭り　フレディ波多江
24. 華麗なるレース（A面）
25. 華麗なるレース（B面）
26. インタビュー・デーモン閣下
27. 世界に捧ぐ（A面）
28. 世界に捧ぐ（B面）
29. よろず相談室
30. インタビュー・佐藤竹善
31. ジャズ（A面）
32. ジャズ（B面）
33. よろず相談室
34. 第3回コピーバンド選手権
35. ザ・ゲーム（A面）
36. ザ・ゲーム（B面）
37. 歳忘れ!蔵出しクイーン
38. しわ～す・ハート・アタック2021年末（冬季特番・4時間スペシャル）　世良公則
39. ホットスペース
40. ザ・ワークス
41. よろず相談室
42. インタビュー・高見沢俊彦
43. カインド・オブ・マジック
44. ザ・ミラクル
45. インタビュー・錦織健
46. 第4回コピーバンド選手権
47. イニュエンドウ
48. メイド・イン・ヘヴン
49. 番外編
50. ラスト・ショー・マスト・ゴー・オン桜咲く（春季特番・4時間スペシャル）
51. エピローグ